# Authentic Brands Group
Authentic Brands Group LLC (ABG) er en amerikansk brand managementvirksomhed med hovedkvarter i New York City. De markedsfører og sælger beklædningsgenstande, tøj og sportsudstyr. ABG ejer over 50 brands. Mærkerne inkluderer: Aéropostale, Brooks Brothers, Forever 21, Nine West, Nautica, Prince, Reebok, Rockport, Spyder, Tapout, Thomasville, Vision Street Wear, Barneys New York og Volcom.
Selskabet blev etableret i 2010 af Jamie Salter.